# Mistrzostwa Świata w Narciarstwie Dowolnym i Snowboardingu 2015 – snowcross kobiet
Rywalizacja kobiet w snowboardowym snowcrossie podczas mistrzostw świata w Kreischbergu została rozegrana 16 stycznia 2015 roku na trasie o nazwie Tatanka. Mistrzostwa świata sprzed dwóch lat nie obroniła Kanadyjka Maëlle Ricker, która z powodu kontuzji nie wystartowała. Nową mistrzynią świata została Lindsey Jacobellis z USA. Srebrny medal wywalczyła reprezentantka Francji Nelly Moenne-Loccoz, natomiast brązowy medal zdobyła Włoszka Michela Moioli.

## Wyniki

### Kwalifikacje[1]
| Pozycja                                                                                    | Nr | Zawodniczka           | Państwo         | Zjazd 1     | Zjazd 2     | Najlepszy   | Uwagi |
| ------------------------------------------------------------------------------------------ | -- | --------------------- | --------------- | ----------- | ----------- | ----------- | ----- |
| 1.                                                                                         | 14 | Eva Samková           | Czechy          | 1:03.64 min |             | 1:03.64 min | Q     |
| 2.                                                                                         | 6  | Dominique Maltais     | Kanada          | 1:03.79 min |             | 1:03.79 min | Q     |
| 3.                                                                                         | 8  | Lindsey Jacobellis    | USA             | 1:03.80 min |             | 1:03.80 min | Q     |
| 4.                                                                                         | 4  | Aleksandra Żekowa     | Bułgaria        | 1:04.54 min |             | 1:04.54 min | Q     |
| 5.                                                                                         | 15 | Charlotte Bankes      | Francja         | 1:04.64 min |             | 1:04.64 min | Q     |
| 6.                                                                                         | 11 | Nelly Moenne-Loccoz   | Francja         | 1:04.96 min |             | 1:04.96 min | Q     |
| 7.                                                                                         | 12 | Belle Brockhoff       | Australia       | 1:05.43 min |             | 1:05.43 min | Q     |
| 8.                                                                                         | 7  | Michela Moioli        | Włochy          | 1:05.63 min |             | 1:05.63 min | Q     |
| 9.                                                                                         | 10 | Faye Gulini           | USA             | 1:06.23 min | 1:05.15 min | 1:05.15 min | Q     |
| 10.                                                                                        | 16 | Raffaella Brutto      | Włochy          | 1:05.71 min | 1:05.39 min | 1:05.39 min | Q     |
| 11.                                                                                        | 24 | Tess Critchlow        | Kanada          | 1:06.99 min | 1:05.43 min | 1:05.43 min | Q     |
| 12.                                                                                        | 17 | Sandra Daniela Gerber | Szwajcaria      | 1:07.05 min | 1:05.53 min | 1:05.53 min | Q     |
| 13.                                                                                        | 18 | Maria Ramberger       | Austria         | 1:05.98 min | DNF         | 1:05.98 min | Q     |
| 14.                                                                                        | 13 | Yuka Fujimori         | Japonia         | 1:06.41 min | 1:06.30 min | 1:06.30 min | Q     |
| 15.                                                                                        | 2  | Chloe Trespeuch       | Francja         | 1:06.63 min | 1:06.43 min | 1:06.43 min | Q     |
| 16.                                                                                        | 23 | Carle Brenneman       | Kanada          | 1:07.79 min | 1:06.52 min | 1:06.52 min | Q     |
| 17.                                                                                        | 19 | Susanne Moll          | Austria         | 1:07.63 min | 1:06.70 min | 1:06.70 min |       |
| 18.                                                                                        | 27 | Kristina Paul         | Rosja           | 1:07.74 min | 1:06.82 min | 1:06.82 min |       |
| 19.                                                                                        | 26 | Bell Berghuis         | Holandia        | 1:06.89 min | 1:07.17 min | 1:06.89 min |       |
| 20.                                                                                        | 9  | Jacqueline Hernandez  | USA             | 1:06.93 min | 1:07.03 min | 1:06.93 min |       |
| 21.                                                                                        | 22 | Sofia Belingheri      | Włochy          | 1:07.84 min | 1:06.98 min | 1:06.98 min |       |
| 22.                                                                                        | 5  | Zoe Gillings-Brier    | Wielka Brytania | 1:07.17 min | 1:07.03 min | 1:07.03 min |       |
| 23.                                                                                        | 21 | Zoe Bergermann        | Kanada          | 1:08.69 min | 1:07.12 min | 1:07.12 min |       |
| 24.                                                                                        | 3  | Lorelei Schmitt       | Francja         | 1:08.12 min | 1:07.17 min | 1:07.17 min |       |
| 25.                                                                                        | 20 | Émilie Aubry          | Szwajcaria      | 1:07.80 min | 1:07.72 min | 1:07.72 min |       |
| 26.                                                                                        | 1  | Isabel Clark Ribeiro  | Brazylia        | 1:07.84 min | 1:08.07 min | 1:07.84 min |       |
| 27.                                                                                        | 28 | Katharina Neussner    | Austria         | 1:07.98 min | 1:33.80 min | 1:07.98 min |       |
| 28.                                                                                        | 30 | Vendula Hopjáková     | Czechy          | 1:09.17 min | DNF         | 1:09.17 min |       |
| 29.                                                                                        | 25 | Karen Iwadare         | Japonia         | 1:10.20 min | 1:09.42 min | 1:09.42 min |       |
| 30.                                                                                        | 29 | Stephanie Gehrig      | Wielka Brytania | 1:11.94 min | 1:12.17 min | 1:11.94 min |       |
| DNF - nie ukończyła DNS - nie wystartowała DSQ - zdyskwalifikowana Q – awans do 1/4 finału |    |                       |                 |             |             |             |       |

## Faza finałowa[2]

### Ćwierćfinały
| Pozycja | Nr | Zawodniczka     | Państwo | Uwagi |
| ------- | -- | --------------- | ------- | ----- |
| 1.      | 14 | Eva Samková     | Czechy  | Q     |
| 2.      | 7  | Michela Moioli  | Włochy  | Q     |
| 3.      | 10 | Faye Gulini     | USA     |       |
| 4.      | 23 | Carle Brenneman | Kanada  |       |

| Pozycja | Nr | Zawodniczka           | Państwo    | Uwagi |
| ------- | -- | --------------------- | ---------- | ----- |
| 1.      | 4  | Aleksandra Żekowa     | Bułgaria   | Q     |
| 2.      | 15 | Charlotte Bankes      | Francja    | Q     |
| 3.      | 18 | Maria Ramberger       | Austria    |       |
| 4.      | 17 | Sandra Daniela Gerber | Szwajcaria |       |

| Pozycja | Nr | Zawodniczka         | Państwo | Uwagi |
| ------- | -- | ------------------- | ------- | ----- |
| 1.      | 8  | Lindsey Jacobellis  | USA     | Q     |
| 2.      | 11 | Nelly Moenne-Loccoz | Francja | Q     |
| 3.      | 13 | Yuka Fujimori       | Japonia |       |
| 4.      | 24 | Tess Critchlow      | Kanada  |       |

| Pozycja | Nr | Zawodniczka       | Państwo   | Uwagi |
| ------- | -- | ----------------- | --------- | ----- |
| 1.      | 6  | Dominique Maltais | Kanada    | Q     |
| 2.      | 12 | Belle Brockhoff   | Australia | Q     |
| 3.      | 2  | Chloe Trespeuch   | Francja   |       |
| 4.      | 16 | Raffaella Brutto  | Włochy    |       |

### Półfinały
| Pozycja | Nr | Zawodniczka       | Państwo  | Uwagi |
| ------- | -- | ----------------- | -------- | ----- |
| 1.      | 4  | Aleksandra Żekowa | Bułgaria | QF    |
| 2.      | 7  | Michela Moioli    | Włochy   | QF    |
| 3.      | 14 | Eva Samková       | Czechy   | QSF   |
| 4.      | 15 | Charlotte Bankes  | Francja  | QSF   |

| Pozycja | Nr | Zawodniczka         | Państwo   | Uwagi |
| ------- | -- | ------------------- | --------- | ----- |
| 1.      | 11 | Nelly Moenne-Loccoz | Francja   | QF    |
| 2.      | 8  | Lindsey Jacobellis  | USA       | QF    |
| 3.      | 6  | Dominique Maltais   | Kanada    | QSF   |
| 4.      | 12 | Belle Brockhoff     | Australia | QSF   |

### Finały
Mały Finał
| Pozycja | Nr | Zawodniczka       | Państwo   |
| ------- | -- | ----------------- | --------- |
| 5.      | 6  | Dominique Maltais | Kanada    |
| 6.      | 14 | Eva Samková       | Czechy    |
| 7.      | 12 | Belle Brockhoff   | Australia |
| 8.      | 15 | Charlotte Bankes  | Francja   |

Finał
| Pozycja | Nr | Zawodniczka         | Państwo  |
| ------- | -- | ------------------- | -------- |
|         | 8  | Lindsey Jacobellis  | USA      |
|         | 11 | Nelly Moenne-Loccoz | Francja  |
|         | 7  | Michela Moioli      | Włochy   |
| 4.      | 4  | Aleksandra Żekowa   | Bułgaria |